# Dorylomorpha laeta
Dorylomorpha laeta är en tvåvingeart som först beskrevs av Becker 1900.  Dorylomorpha laeta ingår i släktet Dorylomorpha och familjen ögonflugor.
Artens utbredningsområde är Peru. Inga underarter finns listade i Catalogue of Life.